# غلة دار (هندميني)
غلة دار (بالفارسية: گله‌دار) هي قرية و مستوطنة تقع في إيران في قسم هندميني الريفي. يقدر عدد سكانها بـ 850 نسمة .